# Jeremy Irons
Jeremy John Irons (* 19. září 1948 Cowes, Wight) je britský herec. Poprvé se na jevišti objevil v roce 1969 ve věku 21 let a od té doby se objevil v mnoha dalších divadelních inscenacích, včetně zpracování inscenací Zimní pohádka, Macbeth, Mnoho povyku pro nic, Zkrocení zlé ženy, Godspell nebo Richard II. V roce 1984 získal Cenu Tony za nejlepší herecký výkon ve hře Toma Stopparda The Real Thing.
Jeho první hlavní filmovou rolí byla v roce 1981 postava v romantickém dramatu The French Lieutenant's Woman, za kterou získal Filmovou cenu Britské akademie. V roce 1990 ztvárnil postavu obviněného vraha Clause von Bülowa ve filmu Zvrat štěstěny za níž získal několik ocenění, včetně Oscara za nejlepší mužský herecký výkon.

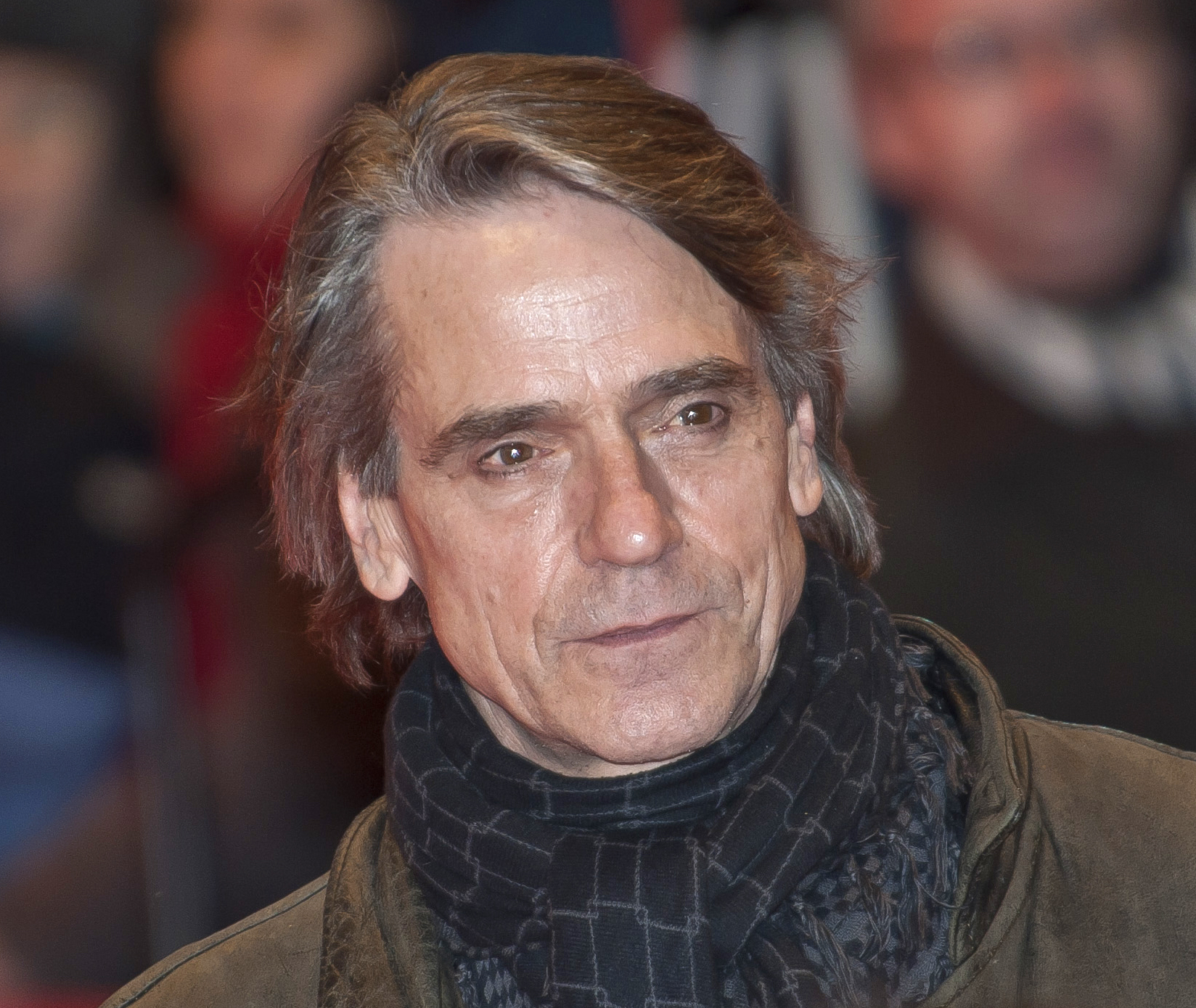
Jeremy Irons v roce 2011

## Osobní život
Narodil se v Cowes na ostrově Wight, jako syn Barbary Anny Brereton Brymer (rozené Sharpe; 1914–1999) a Paula Dugana Irons (1913–1983). Matka byla v domácnosti, otec byl účetní. Měl staršího bratra, Christophera (*1943), a starší sestru Felicity Anne (* 1944).
Jeho manželkou byla Julie Hallam s níž se oženil v roce 1969, následně se ale rozvedli. V březnu roku 1978 se oženil s irskou herečkou Sinéad Cusack. Mají spolu dva syny; Samuela (* 1978), který pracuje jako fotograf, a Maximiliána (* 1985), který je herec. Celá jeho rodina je katolického vyznání. Krom angličtiny hovoří plynně francouzsky.

## Filmografie

### Divadlo
| Rok       | Název                      | Role             | Poznámky                                                               |
| --------- | -------------------------- | ---------------- | ---------------------------------------------------------------------- |
| 1969      | Zimní pohádka              | Florizel         | Bristol Old Vic                                                        |
| 1969      | Hay Fever                  | Simon            | Bristol Old Vic                                                        |
| 1969      | What the Butler Saw        | Nick             | Bristol Old Vic                                                        |
| 1969      | Major Barbara              |                  | Bristol Old Vic                                                        |
| 1969      | Sluha dvou pánů            |                  | Bristol Old Vic                                                        |
| 1969      | Macbeth                    |                  | Bristol Old Vic                                                        |
| 1969      | The Boy Friend             |                  | Bristol Old Vic                                                        |
| 1970      | Jak se Vám líbí            |                  | Bristol Old Vic                                                        |
| 1970      | Jaká to rozkožná válka!    |                  | Little Theatre Bristol                                                 |
| 1970      | The School for Scandal     |                  | Little Theatre Bristol                                                 |
| 1971–1973 | Godspell                   | John/Judas       | Roundhouse a Wyndham's Theatre                                         |
| 1973      | Bláznův deník              | The Madman       | Act Inn                                                                |
| 1974      | Mnoho povyku pro nic       | Don Pedro        | Young Vic                                                              |
| 1974      | The Caretaker              | Mick             | Young Vic                                                              |
| 1975      | Zkrocení zlé ženy          | Petruchio        | Roundhouse                                                             |
| 1976      | Wild Oats                  | Harry Thunder    | Aldwych Theatre                                                        |
| 1977      | Wild Oats                  | Harry Thunder    | Stratford a Piccadilly Theatre                                         |
| 1978      | The Rear Column            | Jameson          | Globe Theatre                                                          |
| 1984      | The Real Thing             | Henry            | New York                                                               |
| 1986      | Zimní pohádka              | Leontes          | Royal Shakespeare Theatre                                              |
| 1986      | The Rover                  | Willmore         | Swan Theatre a Mermaid Theatre                                         |
| 1986      | Richard II.                | Richard II.      | Royal Shakespeare Theatre                                              |
| 1987      | Richard II.                | Richard II.      | Barbican Centre                                                        |
| 2003      | Malá noční hudba           | Fredrik Egerman  | New York                                                               |
| 2005      | Celebration                | Russell          | Gate Theatre a Albery Theatre                                          |
| 2006      | Embers                     | Henrik           | Duke of York's Theatre                                                 |
| 2008      | Never So Good              | Harold Macmillan | Národní divadlo Londýn                                                 |
| 2009      | Impressionism              | Thomas Buckle    | Gerald Schoenfeld Theatre                                              |
| 2013      | The Mystery Plays          | God              | Gloucester Cathedral a Worcester Cathedral                             |
| 2016      | Cesta dlouhého dne do noci | James Tyrone     | Bristol Old Vic                                                        |
| 2018      | Cesta dlouhého dne do noci | James Tyrone     | Wyndham’s Theatre, Brooklyn Academy of Music a Wallis Annenberg Center |

### Film
| Rok  | Název                                      | Role                           | Poznámky                         |
| ---- | ------------------------------------------ | ------------------------------ | -------------------------------- |
| 1980 | Nižinský                                   | Mikhail Fokine                 |                                  |
| 1981 | Francouzova milenka                        | Charles Henry Smithson/Mike    |                                  |
| 1982 | Tvrdá fuška                                | Nowak                          |                                  |
| 1983 | Zrada                                      | Jerry                          |                                  |
| 1984 | Divoká kachna                              | Harold                         |                                  |
| 1984 | Swannova láska                             | Charles Swann                  |                                  |
| 1986 | Mise                                       | otec Gabriel                   |                                  |
| 1988 | Příliš dokonalá podoba                     | Beverly Mantle / Elliot Mantle |                                  |
| 1989 | Neklidná premiéra                          | Guy Jones                      |                                  |
| 1989 | Austrálie                                  | Edouard Pierson                |                                  |
| 1989 | Danny, světový šampión                     | William Smith                  |                                  |
| 1990 | Zvrat štěstěny                             | Claus von Bülow                |                                  |
| 1991 | Žebrácká opera                             | vězeň                          |                                  |
| 1991 | Kafka                                      | Kafka                          |                                  |
| 1992 | The Timekeeper                             | H.G. Wells                     | krátkometrážní film              |
| 1992 | Vodní země                                 | Tom Crick                      |                                  |
| 1992 | Posedlost                                  | Dr. Stephen Fleming            |                                  |
| 1993 | M. Butterfly                               | René Gallimard                 |                                  |
| 1993 | Dům duchů                                  | Esteban Trueba                 |                                  |
| 1994 | Spaceship Earth                            | Vypravěč (hlas)                |                                  |
| 1994 | Lví král                                   | Scar (hlas)                    |                                  |
| 1995 | Die Hard with a Vengeance                  | Simon Gruber                   |                                  |
| 1996 | Stealing Beauty                            | Alex                           |                                  |
| 1997 | Chinese Box                                | John                           |                                  |
| 1997 | Lolita                                     | Humbert Humbert                |                                  |
| 1998 | Muž se železnou maskou                     | Aramis                         |                                  |
| 1999 | V říši víl a skřítků                       | Měnič tvaru (hlas)             |                                  |
| 1999 | Poseidon's Fury: Escape from the Lost City | Poseidon (hlas)                | krátkometrážní film              |
| 2000 | Dračí doupě                                | Profion                        |                                  |
| 2001 | Čtvrtý anděl                               | Jack Elgin                     |                                  |
| 2002 | Nesmrtelná Callasová                       | Larry Kelly                    |                                  |
| 2002 | Stroj času                                 | The Über-Morlock               |                                  |
| 2002 | And Now... Ladies and Gentlemen            | Valentin Valentin              |                                  |
| 2004 | Mathilde                                   | Col. De Petris                 |                                  |
| 2004 | Kupec benátský                             | Antonio                        |                                  |
| 2004 | Božská Julia                               | Michael Gosselyn               |                                  |
| 2005 | Království nebeské                         | Tiberias                       |                                  |
| 2005 | Casanova                                   | Pucci                          |                                  |
| 2006 | Inland Empire                              | Kingsley Stewart               |                                  |
| 2006 | Eragon                                     | Brom                           |                                  |
| 2006 | Eye of the Leopard                         | Vypravěč                       |                                  |
| 2008 | Appaloosa                                  | Randall Bragg                  |                                  |
| 2009 | Růžový panter 2                            | Alonso Avellaneda              |                                  |
| 2011 | Margin Call                                | John Tuld                      |                                  |
| 2011 | Den před krizí                             | Vypravěč (hlas)                | dokument                         |
| 2012 | The Words                                  | Starý muž                      |                                  |
| 2012 | Trashed                                    | Sám sebe                       | dokument, také výkonný producent |
| 2013 | Noční vlak do Lisabonu                     | Raimund Gregorius              |                                  |
| 2013 | Nádherné bytosti                           | Macon Ravenwood                |                                  |
| 2015 | High Rise                                  | Anthony Royal                  |                                  |
| 2015 | Muž, který poznal nekonečno                | G. H. Hardy                    |                                  |
| 2016 | La Corrispondenza                          | Ed Phoerum                     |                                  |
| 2016 | Barva vítězství                            | Avery Brundage                 |                                  |
| 2016 | Batman v Superman: Úsvit spravedlnosti     | Alfred Pennyworth              |                                  |
| 2016 | Jejich nejlepší hodina a půl               | Ministr války                  |                                  |
| 2016 | Assassin's Creed                           | Alan Rikkin                    |                                  |
| 2017 | Stejní jako my                             | Mi (hlas)                      |                                  |
| 2017 | Liga spravedlnosti                         | Alfred Pennyworth              |                                  |
| 2018 | Rudá volavka                               | Vladimir Korchnoi              |                                  |
| 2018 | Better Start Running                       | Garrison                       | také výkonný producent           |
| 2018 | An Actor Prepares                          | Atticus Smith                  |                                  |
| 2021 | Klan Gucci                                 | Rodolfo Gucci                  |                                  |
| 2021 | Liga spravedlnosti Zacka Snydera           | Alfred Pennyworth              |                                  |
| 2021 | Mnichov: Na prahu války                    | Neville Chamberlain            |                                  |
| —    | Frankel                                    | Henry Cecil                    |                                  |
| —    | Love, Weddings & Other Disasters           | —                              |                                  |

### Televize
| Rok       | Název                                             | Role                     | Poznámky                                  |
| --------- | ------------------------------------------------- | ------------------------ | ----------------------------------------- |
| 1971      | Rivalové Sherlocka Holmese                        | synovec George           | díl: „The Case of the Mirror of Portugal“ |
| 1974      | The Pallisers                                     | Frank Tregear            | 6 dílů                                    |
| 1974      | Notorious Woman                                   | Franz Liszt              | 2 díly                                    |
| 1975      | Churchill's People                                | Samuel Ross              | díl: „Liberty Tree“                       |
| 1977      | Love for Lydia                                    | Alex Sanderson           | 7 dílů                                    |
| 1978      | BBC2 Play of the Week                             | Otto Beck                | díl: „Langrishe Go Down“                  |
| 1979      | BBC Play of the Month                             | Edward Voysey            | díl: „The Voysey Inheritance“             |
| 1981      | Návrat na Brideshead                              | Charles Ryder            | 11 dílů                                   |
| 1983      | The Captain's Doll                                | Captain Alex Hepworth    | TV film                                   |
| 1989      | The Dream                                         | The Man                  | krátkometrážní TV pořad                   |
| 1990      | The Civil War                                     | Různé role (hlas)        | 9 dílů                                    |
| 1991      | Saturday Night Live                               | Sám sebe/moderátor       | díl: „Jeremy Irons/Fishbone“              |
| 1992      | Performance                                       | Odon Von Horvath         | díl: „Tales from Hollywood“               |
| 1996      | The Great War and the Shaping of the 20th Century | Siegfried Sassoon (hlas) | 3 díly                                    |
| 2000      | Longitude                                         | Rupert Gould             | 4 díly                                    |
| 2001      | The Short Life of Anne Frank                      | Vypravěč                 | TV dokument                               |
| 2002      | Poslední volání                                   | F. Scott Fitzgerald      | TV film                                   |
| 2003      | Comic Relief 2003: The Big Hair Do                | Severus Snape            | TV speciál                                |
| 2005      | Královna Alžběta                                  | Robert Dudley            | 2 díly                                    |
| 2008      | The Colour of Magic                               | Havelock Vetinari        | 2 díly                                    |
| 2009      | The Magic 7                                       | Thraxx (hlas)            | TV film                                   |
| 2009      | Georgia O'Keeffeová                               | Alfred Stieglitz         | TV film                                   |
| 2011      | Zákon a pořádek: Útvar pro zvláštní oběti         | Dr. Cap Jackson          | 2 díly                                    |
| 2011–2013 | Borgiové                                          | Rodrigo Borgia           | 29 dílů                                   |
| 2012      | Simpsonovi                                        | Bar Rag (hlas)           | díl: „Vočko na hadry“                     |
| 2012      | V kruhu koruny: Jindřich IV.                      | Jindřich IV.             | 2 díly                                    |
| 2013      | Life on Fire                                      | Vypravěč (hlas)          | 6 dílů                                    |
| 2019      | Watchmen                                          | Adrian Veidt             | 8 dílů                                    |